# Kepler-1658
Kepler-1658 – jest rozwiniętą gwiazdą o typie widmowym F8 IV. Znajduje się w gwiazdozbiorze Łabędzia. Kepler-1658 oddalony jest od Układu Słonecznego o około 2570 lat świetlnych. 

## Charakterystyka
Kepler-1658 jest rozwiniętym żółto-białym podolbrzymem. Masa gwiazdy wynosi około 1,45 Mʘ, natomiast promień wynosi w przybliżeniu około 2,9 Rʘ. Temperatura gwiazdy wynosi 6216 ± 78 K. W 2009 roku z wykorzystaniem Kosmicznego Teleskopu Keplera zaobserwowano metodą tranzytu hipotetyczną planetę krążącą wokół Kepler-1658 i oznaczono ją jako obiekt KOI-4.01. Zebrane dane były niewystarczające, by ostatecznie potwierdzić istnienie towarzysza gwiazdy. Była to pierwsza egzoplaneta zaobserwowana podczas misji Kepler, jednak dopiero najnowsze obserwacje wykonane w 2019 roku przez międzynarodowy zespół astronomów pod przewodnictwem Ashley Chontos, oficjalnie potwierdziły obecność planety typu gorący Jowisz, którą nazwano Kepler-1658 b.

## Układ planetarny
Gwiazda posiada układ planetarny złożony z jednej odkrytej planety Kepler-1658 b, okrążającej gwiazdę po lekko ekscentrycznej orbicie w odległości około 0,054 AU. Jest to odkryty w 2009 roku, a ostatecznie potwierdzony w 2019 roku gazowy olbrzym typu gorący Jowisz o masie ponad pięciokrotnie większej od Jowisza (MKepler-1658 b = 5,88 MJ).